# 第一滴血
《第一滴血》（英語：First Blood，新加坡首映時譯《杀出孤独岗》）是一部1982年美國心理驚悚動作片，為泰德·柯契夫執導。改編自大衛·莫瑞爾在1972年出版的同名小說。為「第一滴血系列電影」的第一部。由席維斯·史特龍擔任共同編劇和主演，而李察·克雷納與布萊恩·丹內利則擔任片中的配角。故事敘述一名士兵從越戰退伍後回歸平民，因無法適應生活且對戰爭的恐懼尚存而造成城鎮大亂。本片於1982年10月22日上映。
儘管早期的評價褒貶不一，但電影的票房則相當成功。自上映後，《第一滴血》被認為是一部遭低估的電影，對後世的邪典和動作片有著很深的影響力。之後電影又拍了四部續集，擔任共同編劇和主演皆為席維斯·史特龍，其中他也執導了第四部電影。
2008年，《第一滴血》被《帝國雜誌》的「史上最偉大的500部電影」名單中排名253位。

## 劇情
約翰·藍波是一名从越南戰場归来的美國陸軍綠扁帽退役隊員。回国七年後的某日，他前往寻找昔日同袍，却得知對方因为接触美軍噴灑的落葉劑致癌而早已去世。对孑然一身的藍波来说，战友的去世让他十分寂寞和消沉。当他漫无目的地在公路上徘徊时，鎮警長威爾.提索前来盘问。雖然藍波僅僅是想到鎮上找家餐馆，但將藍波視為潛在麻煩的警長卻開車把他載到城外；當藍波反抗性的折返，提索便拘捕了他並將之带回警局。
儘管提索並未授意，但藍波遭到了小鎮員警侮辱式的查问。藍波所受到的屈辱让他回忆起在越南战场被北越軍俘虜拷打的场面，他因創傷後壓力症候群發作而失控，打倒数名警察後抢奪摩托车逃入了市郊树林。小鎮警察展開追捕，卻慘遭痛擊─先是一名欲射殺他的警員自直升機上失足摔死，提索等人也被藍波利用叢林之地形地物弄傷，直到此時，他们才知道这个“逃犯”的特種部隊身分，還曾因越戰中的表現優秀而得過荣誉勳章。
藍波的襲警成為了新聞事件，他在越南的前上司崔普曼上校也前來勸說警方罷手，建議先放鬆戒備讓藍波下山，之後可輕易地靠臨檢抓到他。然而意欲報仇的提索警長已將此事視為私人恩怨並召集國民兵支援，且經由上校嘗試勸降藍波的無線電通訊找到藍波位置。隔日一陣追逐後藍波被趕入一處礦坑並被國民兵以火箭彈轟擊。但就在大家以為藍波已被炸死在礦坑內時，早已逃脫的他竟手持M60通用機槍单枪匹马回到小镇，接連炸毀了加油站與野外用品店，並攻進警局把提索打成重傷。然而，當崔普曼上校現身劝他投降的时候，一直默然而无语的藍波終於暴發地吼出了他的控訴─政府讓軍人打一場漫無目的的戰爭，任之承受反戰者的詆毀和缺乏社會安全網的無助，卻又希望他們能像開關電器般輕易的回歸正常生活；藍波提起親暱戰友在越南被自殺詭雷炸死的模樣，最後泣不成聲地訴說戰爭的夢饜仍然糾纏著他：
『我有時醒來，不知身在何處；我不跟任何人說話...有時一天，有時一星期...我忘不了...』
最终，蓝波被捕，電影在他回頭望向围观人群的定格中結束。

## 演員
- 席維斯·史特龍 飾 約翰·藍波（John Rambo）
- 李察·克雷納 飾 山姆·崔普曼（英语：Sam Trautman）上校（Colonel Sam Trautman）
- 布萊恩·丹內利 飾 威爾·提索（英语：List of Rambo characters）警長（Sheriff Will Teasle）
- Bill McKinney 飾 Captain Dave Kern
- Jack Starrett 飾 Deputy Sergeant Arthur "Art" Galt
- Michael Talbott 飾 Deputy Balford
- Chris Mulkey 飾 Deputy Ward
- John McLiam 飾 Orval Kellerman
- Alf Humphreys 飾 Deputy Lester
- David Caruso 飾 Deputy Mitch Rogers
- David L. Crowley 飾 Deputy Shingleton
- Don MacKay 飾 Deputy Preston
- Patrick Stack 飾 Lieutenant Clinton Morgen

## 影響
蘭保在作品中，对于愛國從軍的同胞发出了世态炎凉的感慨。“打仗的时候，我可以開攻擊直升機，我可以開坦克車，要價幾百万美元的武器我都用过，回鄉的我，居然连一個代客泊車的工作都找不到。”（Back there I could fly a gunship, I could drive a tank, I was in charge of million dollar equipment, back here I can't even hold a job parking cars.） 蘭保的控诉使这部影片脱离了单纯的动作片模式，以独特的视角揭示了越战造成的创伤，发人深省。

## 與原作的差異
1、电影中警长第一眼看见兰博就觉得碍眼，自行将后者赶出小镇、看对方再次回头后遂进行逮捕。而原著中警长一开始对兰博没有恶意，而是巡逻期间顺路请后者上车送他一程。然而兰博回了小镇两次，加上小说里交代兰博的仪容十分肮脏邋遢，警长担心对方可能是瘾君子，多番劝说无效後，干脆以流浪罪下令逮捕（后面又因遇到反抗而加多一项拒捕罪）。另外，小说给了警长很多背景交代：朝鲜战争老兵、长期与精神压力斗争、妻子刚离开他不久等。作者描述他时刻意用了一些西部小说形容老式英雄的字句，总而言之，原著里的警长并非坏人。
2、电影中整个警察局的人都在欺凌和侮辱兰博，随后一名举起剃刀的警官触发到了他的战争后遗症。接着，兰博跟他们展开搏斗，一路制服拦截他的警官逃脱。而原著中警察们对兰博没有任何侮辱性举动，就连光头胡子男在原著里也纯粹是个没什么耐心和想早点下班回家的老男人。当兰博的战争后遗症被触发后，他一路对拦着自己的人下重手，毫不留情地杀出警察局。
3、电影中兰博僅僅间接導致了一个人的死亡。但原著中兰博杀害了眾多的警察和国民警卫队。
4、电影中警长和他的小队被兰博用各种陷阱击倒。原著中这一部分情节差不多，只缺少了兰博本来有机会顺着树林逃走却选择回头继续跟警察打，因为越战期间的经历让他坚信“不把他们杀光，就永无安宁之日”。
5、电影中兰博和警长性格完全相反。原著中其实两人性格十分相似，且都有着服兵役和战场后遗症的经历。作者也对各自的思维进行了大段描写，双方都在推测对面接下来会怎么做，双方都会审问自己的行为是否恰当然后找出理由说服良心。（读者会不由得希望兰博平安逃脱的同时也希望警长不要出事，毕竟大家都不是坏人。）
6、电影中兰博被上校说服，选择自首并留了警长一命。而原著是两人同归于尽。兰博和警长进行你来我往的交火，最后前者成功击倒对方。当兰博准备补最后一枪时，上校忽然出现，并亲手将兰博打死。跟着，上校跨过兰博的尸体，走去安抚奄奄一息的警长：“事情结束了，请放心。”警长心里带着对兰博的种种同情死去。

## 花絮
- 兰博回忆中的越南兵说的不是越南語，而是广东话“你讲唔讲？唔讲我就杀咗你！”（直譯為「你說不說？不說我就殺死你！」）
- 史泰龙穿上身的破麻袋不是剧组本身准备的道具，是现场临场发挥捡的，史泰龙甚至开玩笑说：“这下子这「衣物」价格翻倍了。”
- 上校口中复述出来的所有兰博死去战友的名字，全是剧组里的工作人员，包括化妆师Michael Westmore以及服裝设计师Tom Bronson。
- 由于电影在加拿大取景，替身和特技团队里大部分都是加拿大人，只有几个开拍时临时找来的美国特技演员，但是片尾的制作人员名单里，没有提到任何一个加拿大特技演员的名字。
- 片中藍波從積水的廢棄礦洞逃走的場景,原始劇本計畫讓洞中充滿蝙蝠，但由於蝙蝠難以控制所以後來改用老鼠。

## 發行

### 評價
《第一滴血》的評價好評如潮，被許多人認為是1982年的最佳電影之一。在爛番茄根據49位影評人持有86％的新鮮度，平均得分7.2／10。Metacritic得分61（滿分100），象徵「整體良好」。
電影早期的評價褒貶不一，有一些批評者指出，該內容缺乏共鳴。直到後來才讓電影得到該有的好評。

### 票房
《第一滴血》的票房在北美連續三週榮登第一名寶座，首映周末664萬2005美元。為1982年最賣座的電影第十三名。最終全球票房總計1.25億美元，相對於只有1500萬美元的預算可謂相當成功。

## 備註
1. ↑  当时美国社会上歧視越战老兵的情況非常嚴重，片中警察的行为也正是这种社会风气的写照；同時在電影背景的7，80年代之交，美國某些地區仍訂有視遊民為非法的流浪罪